# Bill Mays
Bill Mays, rodným jménem William Allen Mays (* 5. února 1944) je americký jazzový klavírista. Pocházel z hudební rodiny a na klavír hrál již od dětství. Svou hudební kariéru zahájil ve vojenské kapele, když sloužil u námořnictva. Po návratu z námořnictva začal vystupovat se saxofonistou Billem Greenem a od konce šedesátých let pracoval jako studiový hudebník. Během své kariéry spolupracoval s mnoha hudebníky, mezi které patří například Ray Drummond, Frank Zappa, Peter Sprague nebo Lalo Schifrin.